# Gustaf Carl Banér
Gustaf Carl Banér, född 3 augusti 1652, död 1 augusti 1697, var en svensk militär.

## Biografi
Gustaf Carl Banér föddes 1652. Han var son till Svante Svantesson Banér och Margareta Sparre. Banér blev 9 augusti 1665 student vid Uppsala universitet och 5 december 1676 ryttmästare vid Livregementet till häst. Han blev 10 mars 1680 major och 14 april 1688 överstelöjtnant. Banér avled 1697 och begravdes i Mörkö kyrka, där hans vapen sattes upp.

### Gårdar och byggnader
Banér ägde Hörningsholms slott i Mörkö socken, Östad och Udenküll.

### Familj
Banér gifte sig 1 november 1676 i Stockholm med grevinnan Ebba Charlotta Leijonhufvud (1654–1720), dotter till riksrådet och fältmarskalken greve Gustaf Adolf Leijonhufvud och grevinnan Christina Catharina De la Gardie. De fick tillsammans barnen Margareta Charlotta Banér (1678–1706) som var gift med sin faders syssling, generallöjtnanten friherre Johan Banér, Ebba Gustava Banér (1681–1728) som var gift med generaladjutanten Georg Löwe, Christina Magdalena Banér (död 1734), Svante Gustaf Banér (1683–1684), Edla Brita Banér (1685–1727) som var gift med generalmajoren friherre Göran Gustaf Rosenhane, Ulrika Banér, Anna Sofia Banér (1686–1743), Gustaf Adolf Banér (1689–1706), Elsa Elisabet Banér (1692–1768) som var gift med generaladjutanten friherre Lennart Ribbing af Zernava och Claes Banér.